# Fritz Brüggemann
Adolf Friedrich (Fritz) Brüggemann (* 18. Dezember 1876 in Aachen; † 5. August 1945 in Wiesbaden) war ein deutscher Literaturhistoriker und Germanist.

## Leben
Fritz Brüggemann war der Sohn des langjährigen Generaldirektors der Aachener und Münchener Feuerversicherungsgesellschaft Adolf Brüggemann und der Betty Hermsen sowie Großneffe des Versicherungsunternehmers Friedrich Adolph Brüggemann.

## Ausbildung
Fritz Brüggemann besuchte zunächst das Pädagogium Godesberg und absolvierte nach seinem Realschulabschluss eine Kaufmannslehre in Hamburg. Parallel hierzu bereitete er sich autodidaktisch auf die Abiturprüfung vor, welche er 1899 am Kgl. Gymnasium Philippinum Weilburg an der Lahn ablegte. Anschließend begann Brüggemann ein Studium der Philologie und Rechtswissenschaften an der Universität Bonn, wechselte aber bereits ein Jahr später in das Fach Philosophie, welches er in Berlin, München und schließlich ab 1903 an der Universität Leipzig bei Albert Köster, Karl Lamprecht und Wilhelm Wundt studierte. Hier legte er auch seine Abschlussprüfungen ab und wurde im Jahre 1909 promoviert. Seine Dissertation trug den Titel „Die Ironie in Tiecks William Lovell und seinen Vorläufern – Ein Beitrag zur Vorgeschichte der deutschen Romantik“.
Noch im Verlauf seiner Studienzeit in Leipzig übernahm Brüggemann am Herzoglichen Hoftheater Meiningen, am Königlichen Hoftheater Stuttgart und am Schauspielhaus Leipzig befristete Aufgaben als Dramaturg und Regisseur an. Schließlich zog es ihn nach der Promotion in seine Geburtsstadt, wo er bis 1914 sowohl als Assistent an der RWTH Aachen als auch als Privatassistent für den Historiker Justus Hashagen in Bonn tätig war.

## Einsatz im Ersten Weltkrieg
Während des nun folgenden Ersten Weltkrieg versah Brüggemann seinen Militärdienst als Unteroffizier im Husaren-Regiment „König Wilhelm I.“ (1. Rheinisches) Nr. 7 Bonn und im Feldartillerie-Regiment „Großherzog“ (1. Badisches) Nr. 14 in Karlsruhe. Er wurde ausgezeichnet mit dem Eisernen Kreuz, dem Kriegsehrenkreuz vom Ehrenbund deutscher Weltkriegsteilnehmer sowie der österreichischen und ungarischen Weltkriegs-Erinnerungsmedaille.

## Professor in Kiel
Nach dem Kriegseinsatz habilitierte sich Brüggemann im Jahr 1918 an der RWTH Aachen mit der Habilitationsschrift Der Schembartläufer von Nürnberg und wurde zunächst als Privatdozent für Literatur und Kulturgeschichte übernommen sowie im Jahre 1923 zum außerordentlichen Professor ernannt. Fünf Jahre später beantragte er seine Umhabilitation an die Christian-Albrechts-Universität zu Kiel. Dort übertrug man ihm einen außerordentlichen nicht beamteten Lehrstuhl für Neuere Deutsche Literaturgeschichte mit Schwerpunkten unter anderem auf den Gebieten der Geschichte des 16. und 17. Jahrhunderts, Sturm und Drang und Jean Paul. Darüber hinaus erforschte Brüggemann Aspekte der sozialpsychologischen und kulturgeschichtlichen Literaturgeschichte, hier vor allem der Literatur der Aufklärung. Hierzu verfasste er zahlreiche historische Publikationen und Familiengeschichten.
Bereits seit seiner Aachener Zeit engagierte sich Brüggemann als Mitglied in verschiedenen Parteien, meist aber mit dem Ziel, dadurch seine berufliche Karriere und Veränderungswünsche zu untermauern. So gehörte er 1919 zu den Mitbegründern der Deutschen Demokratischen Partei (DDP) in der Region Bonn, trat aber mit seinem Wechsel nach Kiel wieder aus der Partei aus. Im Jahre 1932 wurde er Mitglied in der Sozialdemokratischen Partei Deutschlands, um dadurch – nach eigenen Angaben – einen geplanten Wechsel als Intendant am Theater Kiel zu unterstützen. Doch nachdem dieser Wechsel abgelehnt worden war, trat er zum 1. Mai 1933 der NSDAP (Mitgliedsnummer 2.730.740) und im selben Jahr auch der SA-Reserve II, dem NSDDB und dem Kyffhäuserbund bei, wurde zudem noch förderndes Mitglied der SS.
Im März 1933 brach ein Konflikt zwischen Brüggemann und seinem Kollegen Wolfgang Liepe offen aus, der ebenfalls am germanistischen Seminar in Kiel lehrte. Brüggemann warf Liepe vor, ein „Rasseschänder“ zu sein, da er mit einer Jüdin verheiratet war; die Studenten würden Liepes Seminaren aus rassischen und nationalen Gründen fernbleiben. Brüggemann denunzierte noch zwei weitere Kollegen, den Sprachwissenschaftler Carl Wesel und den Altphilologe Richard Harder. Historiker vermuten, dass Brüggemann damit seine Chancen steigern wollte, Inhaber eines Lehrstuhls (Ordinarius) zu werden, was ihm in 12-jähriger Lehrtätigkeit in Kiel nicht gelungen war.
Sein Plan missglückte jedoch, als ihm das Reichsministerium für Wissenschaft, Erziehung und Volksbildung eine Ernennung zum Ordinarius verwehrte. Zusätzlich wurde ihm am 16. September 1935 nach § 18 der Reichshabilitationsordnung die Lehrerlaubnis entzogen. Eine folgende Klage vor dem Kreisarbeitsgericht in Kiel gegen diese Suspendierung hatte nur bedingten Erfolg: Brüggemann wurde zwar freigesprochen und die Bezahlung seiner Bezüge wieder aufgenommen, aber die Lehrerlaubnis wurde ihm nicht mehr erteilt. Bereits zuvor, im Jahr 1934, war er aus der NSDAP und dem Kampfbund für deutsche Kultur ausgeschlossen worden.
Fortan war Brüggemann nur noch als Privatgelehrter und Autor tätig. Auch ein Bittgesuch von Brüggemann im Jahr 1937 wurde von der Führeradjutantur mit der Begründung abgelehnt, dass nach Überprüfung des Sachverhalts die für den Entzug der Lehrerlaubnis maßgebenden Gründe bestätigt worden seien und dass er aus charakterlichen Gründen als Hochschullehrer und Jugenderzieher nicht geeignet sei. Man verwies in der Begründung nochmals auf den SPD-Beitritt zur Erlangung des Intendantenpostens und eines auf Grund eines Amnestiegesetzes eingestellten Ermittlungsverfahrens wegen versuchter finanzieller Erpressung. Dennoch wurde er im gleichen Jahr rückwirkend ab 1934 als Mitglied der Reichsschrifttumskammer zugelassen. Darüber hinaus gehörte er noch dem Verband deutscher Bühnenschriftsteller an. Seine letzten Jahre verbrachte Brüggemann ab 1942 in Berlin und verstarb wenige Monate nach Kriegsende am 5. August 1945 in Wiesbaden. Posthum wurden von der wissenschaftlichen Buchgesellschaft in Darmstadt ein Großteil seiner Werke als unveränderter reprografischer Nachdruck neu aufgelegt.

## Werke (Auswahl)
- Utopie und Robinsonade: Untersuchung zu Schnabels Insel Felsenburg ; (1731–1743), Berlin, 1903, Reprografie Gerstenberg, Hildesheim, 1978, ISBN 3-8067-0636-0.
- Die Ironie in Tiecks William Lovell und seinen Vorläufern: Ein Beitrag zur Vorgeschichte der deutschen Romantik, Dissertation, Jena, 1909; Unveränderter reprografischer Nachdruck Wissenschaftliche Buchgesellschaft, Darmstadt, 1976, ISBN 3-534-06413-5.
- Die rheinische Republik  ein Beitrag zur Geschichte und Kritik der rheinischen Abfallbewegung während des Waffenstillstandes im Jahre 1918/19, Cohen, Bonn, 1919.
- Der Kampf um die bürgerliche Welt- und Lebensanschauung in der deutschen Literatur des 18. Jahrhunderts, Saale 1925 (Digitalisat).
- Aus der Frühzeit der deutschen Aufklärung: Christian Thomasius und Christian Weise; H. Böhlaus Nachfahren, Weimar 1928; Unveränderter reprografischer Nachdruck Wissenschaftliche Buchgesellschaft, Darmstadt, 1972, ISBN 3-534-02914-3.
- Das Weltbild der deutschen Aufklärung: Philosophische Grundlagen und literarische Auswirkung: Leibniz, Wolff, Gottsched, Brockes, Haller; Reclam, Leipzig, 1930.
- Vorboten der bürgerlichen Kultur  Johann Gottfried Schnabel und Albrecht von Haller; Reclam, Leipzig, 1931.
- Die Anfänge des bürgerlichen Trauerspiels in den Fünfziger Jahren; Leipzig, 1934; Unveränderter reprografischer Nachdruck Wissenschaftliche Buchgesellschaft, Darmstadt, 1976, ISBN 3-534-02920-8.
- Der siebenjährige Krieg im Spiegel der zeitgenössischen Literatur; Reclam, Leipzig, 1935.
- Der Anbruch der Gefühlskultur in den fünfziger Jahren; Ph. Reclam, Leipzig, 1935.
- Gottscheds Lebens- und Kunstreform in den zwanziger und dreißiger Jahren: Gottsched, Breitinger, die Gottschedin, die Neuberin; Reclam, Leipzig 1935.
- Die Aufnahme Shakespeares auf der Bühne der Aufklärung in den sechziger und siebziger Jahren; Reclam, Leipzig, 1937.
- Bänkelgesang und Singspiel vor Goethe; Reclam, Leipzig, 1937.
- Das Drama des Gegeneinanders in den sechziger Jahren: Trauerspiele; Reclam, Leipzig 1938.
- Das Leben und die Meinungen des Herrn Magisters Sebaldus Nothanker; Reclam, Leipzig 1938.
- Sophiens Reise von Memel nach Sachsen: ausgewählte Teile aus der Erstausgabe von 1770–72, / Johann Timotheus Hermes; Leipzig, 1941; Unveränderter reprografischer Nachdruck Wissenschaftliche Buchgesellschaft, Darmstadt, 1976, ISBN 3-534-02925-9.